# Schlossmühle Quedlinburg

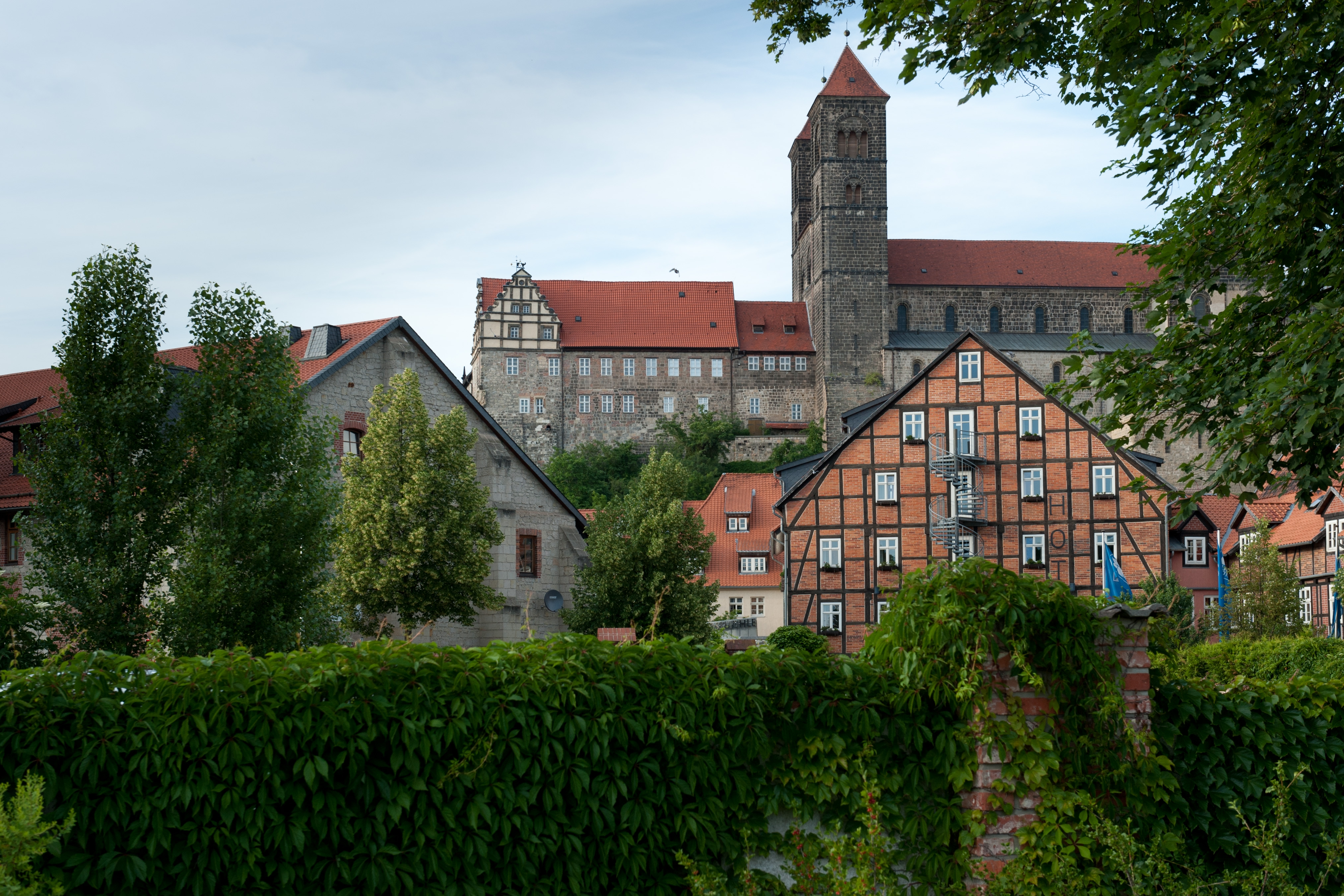
Blick nach Norden, im Vordergrund die Schlossmühle, dahinter das Stift Quedlinburg mit Quedlinburger Dom

Die Schlossmühle Quedlinburg ist eine ehemalige große Mühle in Quedlinburg (nördlich des Harzes). Heute befinden sich in ihren Gebäuden ein Hotel, ein Restaurant und ein Veranstaltungshof mit Gesellschaftsräumen.
Das Gebäude liegt südlich der Stiftskirche Quedlinburg und nördlich des Flusses Bode. Zwischen Mühle und Bode liegt der Brühlpark.
Nordöstlich nahe der Mühle liegen die historische Kernstadt (z. B. Klopstockhaus und Schloss Quedlinburg).
In der ältesten bis heute erhaltenen Urkunde (datiert 1412) wird sie cappittels mol genannt (cappittel meint Stiftskapitel); im Laufe der Jahrhunderte waren auch andere Bezeichnungen geläufig (z. B. Wolburgsches Gehöft, Propstei-Mühle).

## Zur Geschichte

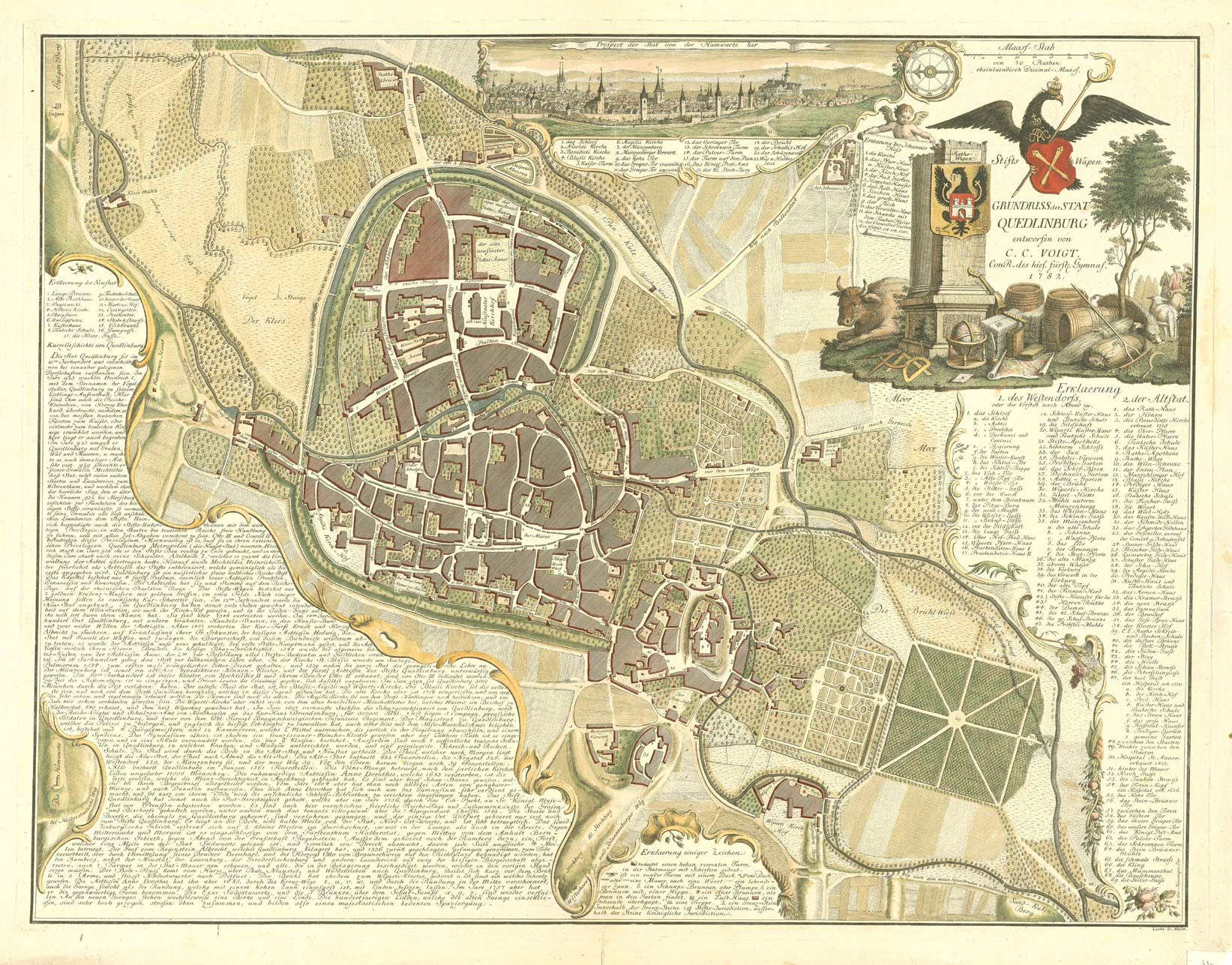
Karte (1782). Das grüne Quadrat (rechts) sind die Brühl’schen Gärten, links daneben der Schlossberg, dazwischen die Mühle. Der Mühlengraben umfließt den Schlossberg halbkreisförmig. Norden ist links auf der Karte.

Im Juli 936 starb Heinrich I., ostfränkisch-deutscher König. Seine Witwe Mathilde bat ihren Sohn Otto I., auf dem Burgberg von Quedlinburg ein Stift zum Totengedenken an ihn zu gründen.
Stift Quedlinburg war ein königliches Familienstift. Es war ein Frauenstift; Mathilde selbst leitete es bis zu ihrem Tod 966.
Das Stift hatte Wirtschaftsgebäude (z. B. Ställe, Scheunen, Bäckerei); wann genau das erste Mühlrad gebaut wurde, ist unbekannt.
Es wurde ein kilometerlanger Mühlgraben angelegt. Dieser Kanal zweigt oberhalb von Quedlinburg Wasser aus der Bode ab und führt dieses mit wenig Gefälle nach Quedlinburg. Dort diente es zum Antrieb von Mühlen (zeitweilig gab es 16 heute belegbare Mühlen in der Stadt) und zur Wasserversorgung.
Die meisten Mühlen in Quedlinburg hatten ein unterschlächtiges Mühlrad.
Auch nutzten die Anwohner den Mühlgraben zum Waschen, Baden, Angeln, Fischen und zum Gütertransport – Wasserläufe hatten vor der Neuzeit eine viel größere Bedeutung als heute.
Das Frauenstift verpachtete die Mühle in sechsjährlichem Turnus an einen Müller. In der Getreidemühle wurden Weizen, Roggen, Gerste und andere Getreide gemahlen bzw. geschrotet. Auch Malz (Rohstoff fürs Bierbrauen) wurde bearbeitet. Bis zu 200 Häuser in Quedlinburg hatten das Braurecht („Braugerechtsamkeit“).
Später erlangte auch die Kornbrennerei (Herstellung von Spirituosen, damals z. B. als Branntwein oder Aquavit bezeichnet) wirtschaftliche Bedeutung. Zum Beispiel in der Zeit des Dreißigjährigen Krieges (1618–1648) florierten Brauerei und Brennerei. Zusammen mit Nordhausen galt Quedlinburg zeitweise als führend im Branntweingewerbe.
Belegt ist, dass die Schlossbrauerei von 1556 bis 1805 einen eigenen Stiftsbraumeister hatte.
1802 wurde im Zuge der napoleonischen Säkularisation auch das Stift auf dem Schlossberg aufgelöst; es gehörte nun dem brandenburgisch-preußischen Staatsvermögen. Albert Christian Kratzenstein (1770–1828) übernahm 1806 die Mühle; am 28. November 1811 kaufte er sie für 3500 Taler in Gold (König Jerome bestätigte den Kauf).
1828 übernahm sein Sohn Christoph Moritz (1796–1983) das Unternehmen. Der Schnaps wurde inzwischen in Kupferblasen gebrannt. Kratzensteiner Korn war im 19. Jahrhundert weithin bekannt.
Neben der Wasserkraft wurde nun auch die Kraft von Dampfmaschinen genutzt.

Es gab Hybrid-Mühlen, die Wasserkraft und Dampf nutzten. Carl Kratzenstein (1825–1879) leitete in der Gründerzeit (die von einer raschen Industrialisierung geprägt war) das Unternehmen.
Im Ersten Weltkrieg mussten alle Kupfergeräte der Brennerei abgeliefert werden – Deutschland litt einen Mangel an zahlreichen teils kriegswichtigen Rohstoffen (und ab 1916 vielerorts auch Hunger), weil eine Seeblockade der Royal Navy Importe nach Deutschland verhinderte.
In den Zwischenkriegsjahren kam es in Deutschland zu einem großen Mühlensterben. 1930 (zu Beginn der Weltwirtschaftskrise) wurde der Mahlbetrieb in der Stiftsmühle eingestellt.
Nach dem Zweiten Weltkrieg gehörte Sachsen-Anhalt zur SBZ (Sowjetische Besatzungszone); viele Grundbesitzer und Unternehmen wurden enteignet (siehe hier). Das letzte noch intakte Mühlrad wurde 1964 demontiert. Dem Volkseigenen Betrieb VEB Kombinat Obst und Gemüse diente das Anwesen bis zur Wende (Deutsche Wiedervereinigung 1990) als Zwischenlager und Aufbereitungshof.

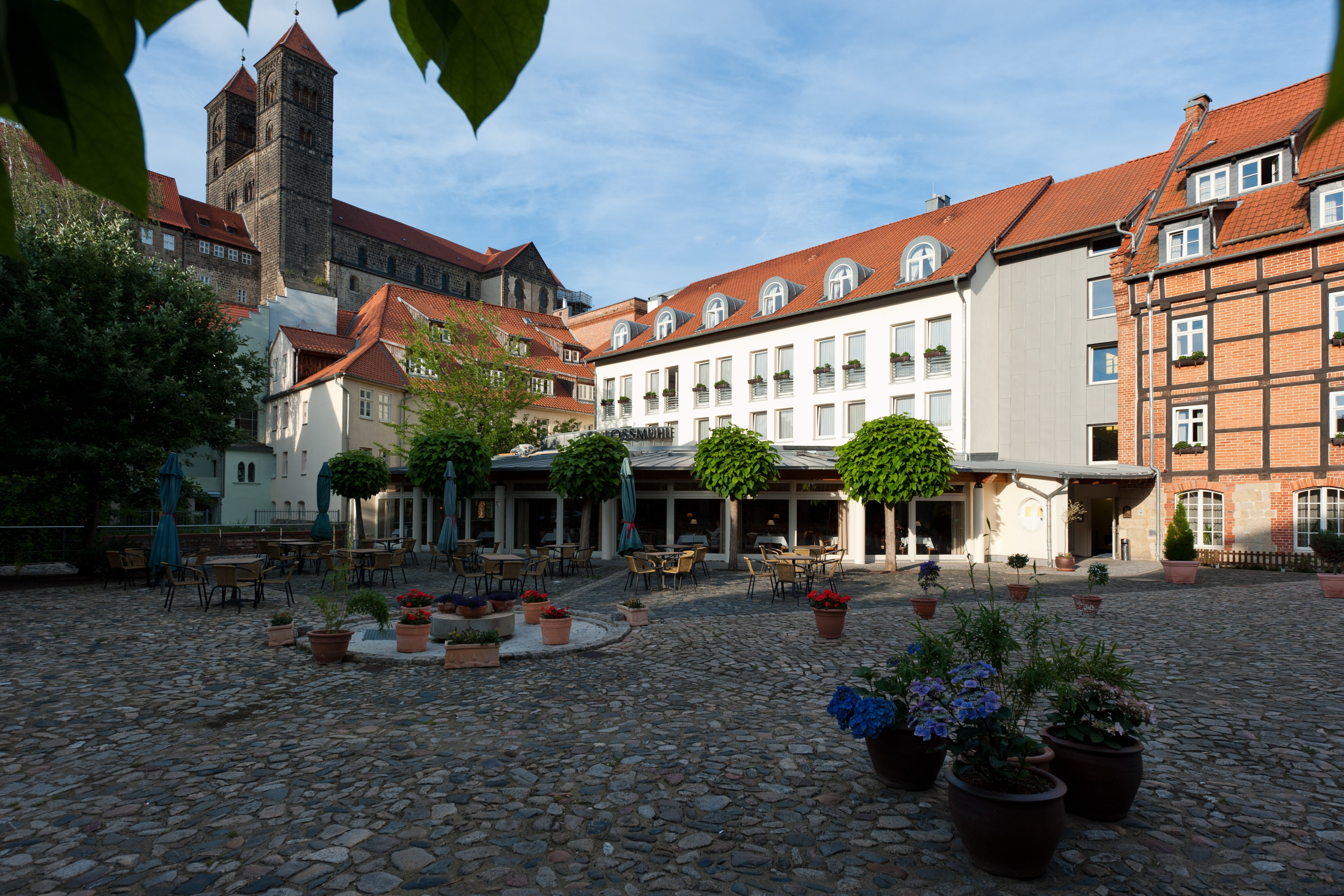
Blick vom Hof der Schlossmühle auf den Burgberg

1997 wurde das Hotel Schlossmühle eröffnet. Die Altbausubstanz (Fachwerk-Speichergebäude, Gewölbekeller und alte Speicherräume) wurde in den neuen Bau integriert. Die gewählte Architektur zitiert Formen historischer Mühlenbauweise. 2012 wurde ein Festsaal des Veranstaltungshofs Schlossmühle eingeweiht.
Der einzige erhaltene originale Mühlstein wird auf der Hofterrasse für ein Wasserspiel genutzt.

## Sonstiges
Seit Dezember 1994 gehört Quedlinburg zum UNESCO-Weltkulturerbe.